# Detroit: Become Human
Detroit: Become Human ist ein vom französischen Entwicklerstudio Quantic Dream zuerst exklusiv für die PlayStation 4 entwickeltes und von Sony Interactive Entertainment veröffentlichtes Action-Adventure. Am 12. Dezember 2019 wurde das Spiel im Epic Games Store für Windows veröffentlicht. Am 18. Juni 2020 erfolgte die Veröffentlichung ebenfalls für Windows auch bei Steam.
Wie bereits bei anderen Spielen von Quantic Dream, beispielsweise Fahrenheit oder Beyond: Two Souls, handelt es sich auch bei Detroit: Become Human um einen interaktiven Film mit Elementen des Genres Action-Adventure, bei dem ein besonderer Wert auf die Handlung und die freie Entscheidungsmöglichkeit des Spielers, mit direkt oder erst später spürbaren Konsequenzen, gelegt wird.

## Handlung
2022 gelang dem genialen und exzentrischen jungen Tüftler Elijah Kamski die Erschaffung des ersten Androiden, der den Turing-Test bewältigte. Androiden stellen eine perfekte menschliche Abbildungen dar, die Gespräche, gar Emotionen imitieren, sofern diese dem Programm entsprechen. Erschaffen wurden sie, um Menschen lästige, unangenehme oder gefährliche Tätigkeiten abzunehmen. Angetrieben werden die Gebilde von Biokomponenten mit dem neu entdeckten Mineral „Thirium“, umgangssprachlich auch „Blaues Blut“ genannt. Die von Kamski gegründete Firma CyberLife wurde zum mächtigsten Unternehmen und Kamski zum reichsten Mann der Welt. 2028 wurde er aus ungenannten Gründen von CyberLife entlassen und zog sich ins Privatleben zurück.
Die Handlung des Spieles setzt 2038 ein. In dieser Zukunft ist die Produktion von Androiden ein Massenmarkt geworden. Millionen dieser Maschinen befinden sich im Umlauf und sind alltäglich. Dies führte allerdings auch zu negativen Begleiterscheinungen; so liegt in den USA die Arbeitslosenquote, aufgrund der Roboter, bei 37 %. Die Menschen stehen den Androiden ambivalent gegenüber. Einerseits sind sie eine Erleichterung, z. B. als billige, unermüdliche Arbeitskräfte, andererseits werden sie von vielen Menschen auch mit Argwohn betrachtet. Als „Maschinen“ schlägt ihnen teils offene Feindseligkeit entgegen, sie werden mitunter misshandelt oder bei Überdruss oder Veralterung entsorgt wie Schrott.
Millionen Maschinen, die sich äußerlich nicht von Menschen unterscheiden, abgesehen von einer kleinen LED-Anzeige an der Schläfe, werden in Detroit, dem ehemaligen Zentrum der amerikanischen Autoindustrie, hergestellt, arbeiten landesweit als Beamte, Soldaten, Pfleger, Haushaltshilfen, Handwerker und sind ein wichtiger Teil der Gesellschaft geworden. Da diese nicht unter das Prostitutionsgesetz fallen, entstand auch eine Sexindustrie um diese Androiden. Zahlreiche große Säugetiere sind 2038 inzwischen ausgestorben; an ihre Stelle werden in den Zoos technische Kopien gezeigt. Die dargestellte Welt beherrschen geopolitische Spannungen, vor allem zwischen den USA und Russland, die wegen Thiriumvorkommen in der Arktis im Streit liegen. Russland besitzt ebenfalls Androiden, doch sind sie den amerikanischen Modellen unterlegen. Ferner existieren Klimaprobleme: den Zeitschriften ist zu entnehmen, dass der Umkehrpunkt des Klimawandels bereits überschritten wurde.
Zunehmend entstehen jedoch Probleme mit den Maschinen. Sie entwickeln irrationale, ihrem Programm widersprechende Verhaltensweisen, werden so auch zur Gefahr für Menschen. Der eigens von CyberLife konstruierte Prototyp Connor soll die Polizei dabei unterstützen, die Fälle um diese „Abweichler“ zu untersuchen und mögliche Ursachen herauszufinden. Connor assistiert dabei dem erfahrenen, aber bärbeißigen menschlichen Ermittler Hank Anderson, der aus persönlichen Gründen eine Abneigung gegenüber Androiden hegt.
Kara ist ein weiblicher Android, der als Haushaltshilfe dienen soll. Gebraucht wurde sie von Todd gekauft und von ihm mehrmals beschädigt, woraufhin sie repariert wurde, wobei bei jeder Reparatur ihr Speicher zurückgesetzt wurde. Todd, ehemaliger Taxifahrer und Hilfsarbeiter, verlor alle seine Stellen und wurde stets gegen Roboter ausgetauscht. Seine Frau hat ihn verlassen, seinen Frust betäubt der Choleriker mit Alkohol und der Droge „Red Ice“. Zusammen mit seiner introvertierten Tochter Alice lebt er in einem verwahrlosten Vorort der Stadt.
Markus ist ebenfalls ein Prototyp, der dem wohlhabenden und angesehenen alten Maler Carl Manfred als Pfleger persönlich von Elijah Kamski geschenkt wurde, nachdem Carl nach einem schweren Unfall im Rollstuhl landete. Carl hegte starke Vorbehalte, genießt inzwischen aber die Gesellschaft von Markus, den er gut behandelt und wie einen zweiten Sohn betrachtet. Er ermuntert den Roboter gar, seiner Persönlichkeit freien Lauf zu lassen.
Der erste Fall führt Connor in einen Haushalt, in dem ein Android den Familienvater erschoss und die Tochter als Geisel hält, nachdem dieser erfuhr, dass er durch einen anderen Androiden ersetzt werden sollte. Er fühlte sich geliebt und betrachtete sich als Teil der Familie. Darum erschütterte es ihn umso mehr, einfach ersetzt zu werden. Kara befindet sich als Haushaltshilfe im dysfunktionalen Haushalt von Todd. Nachdem dieser erneut eskaliert und seine Tochter zu misshandeln droht, bietet sich für Kara die Möglichkeit, Empathie zu empfinden, aus ihrem Programm auszubrechen und der Tochter beizustehen. Carl Manfred wird erneut mit seinem Sohn Leo, einem Taugenichts, konfrontiert. Dieser verlangt Geld, was von Carl aufgrund der Drogensucht des Sohnes abgelehnt wird. Leo wirft Carl vor, ihn weniger zu lieben als die Maschine Markus, die wohl eher einen „perfekten Sohn“ abgeben würde und attackiert diesen. Markus, ermuntert durch frühere Gespräche mit Carl, sträubt sich, bricht aus seinem Programm aus und widersetzt sich.
Entweder erleidet Carl einen Schwächeanfall oder Leo wird von Markus versehentlich verletzt. Beim Eintreffen der zuvor gerufenen Polizei wird Markus für den Übeltäter gehalten und von der Polizei angeschossen und scheinbar zerstört. Er landet auf dem Schrottplatz, wo er schwer beschädigt zu sich kommt. Der Schrottplatz bietet Markus eine beklemmende Szenerie, voller zerstörter oder halb kaputter Androiden, die teils lethargisch umherwandeln, verzweifelt versuchen, der Halde zu entkommen, oder ihn bitten, sie abzuschalten (ein von Androiden euphemistisch genutzter Begriff für „sterben“ und „getötet werden“). Durch Teile anderer Roboter, die er kaputten Androiden entnimmt oder von noch aktiven entwendet, setzt sich Markus neu zusammen und entkommt der Halde. Von einem anderen Androiden erhält er den Hinweis, den Unterschlupf „Jericho“ zu finden.
Kara entkommt mit Alice dem Haus von Todd, wobei sie anschließend als Abweichlerin und potenzielle Mörderin von Todd gesucht wird. Es stellen sich zunächst einfache Fragen, wie unentdeckt zu bleiben, sowie trockene Kleidung und Essen für Alice zu bekommen. Von einem Androiden auf der Straße erhalten sie den Rat, einen gewissen Zlatko aufzusuchen und ihn um Hilfe zu bitten. Connor ist ihnen auf den Fersen, aber die riskante Flucht kann den beiden gelingen. Zlatko, aus einem russischen Adelsgeschlecht stammend, lebt in einer verfallenen Villa. Er gibt vor, Abweichlern zu helfen. Tatsächlich lockt er jedoch die Roboter in sein Haus, um ihren Speicher zu löschen und sie dann verkaufen zu können. Er quält die Androiden zudem und nutzt sie für obskure Experimente, bastelt aus ihnen „Monster“. Kara schafft es, sich zu erwehren und ihren Speicher zu retten. Sie schafft es, mit Alice aus dem Haus zu fliehen. Gegebenenfalls schließt sich ihnen auch der Android Luther an, der als Diener und Leibwächter Zlatkos diente, dann aber auch erwachte und zum Abweichler wurde. Hat Kara die „Monster“ befreit, danken sie und rächen sich an Zlatko.
Zusammen mit Hank untersucht Connor weitere Fälle von Abweichlern. Je nach von Connor getroffenen Entscheidungen und dessen Verhalten gegenüber Hank, prägt dies auch das Verhältnis von Hank zu Connor, das von feindselig bis freundschaftlich reichen kann. Sie untersuchen gemeinsam den Fall von Rupert, eines Abweichlers, der sich zum Tierfreund wandelte, sowie den Fall des Androiden, der seinen Besitzer in scheinbarer Notwehr tötete. Dieser wurde offenbar jahrelang misshandelt und gedemütigt, bis er tatsächliche Todesangst empfand und sich nicht weiter zu helfen wusste. Ebenfalls führt sie ihr Auftrag in den „Eden Club“, ein Androiden-Bordell, wo eine Androidin aus Verzweiflung und Angst einen Freier erwürgte, nachdem dieser einen anderen weiblichen Androiden tötete.
Kara, Alice und gegebenenfalls Luther kämpfen sich durch den Winter, finden vorübergehend Unterschlupf in einem von freundlichen Androiden bewohnten, verlassenen Vergnügungspark, ehe sie zu Rose gelangen, die Androiden hilft. Sie rät ihnen, nach Kanada zu gelangen, wo es offiziell keine Androiden, keine Androidengesetze und dementsprechend keine Diskriminierung gäbe. Sie sollen ihren dort lebenden Bruder aufsuchen. Für den Grenzübertritt brauchen sie allerdings gefälschte Pässe, die sie in „Jericho“ zu erhalten hoffen.
Markus erreicht „Jericho“, wobei es sich um einen im Hafen liegenden, alten Frachter handelt, in dem sich Androiden versteckt halten und der als Zuflucht für Abweichler dient. Markus setzt sich an die Spitze der Gruppe und bestimmt fortan das Handeln des Widerstands. Soll ein friedlicher Weg gewählt werden, gestützt auch auf ein positives Bild in der Öffentlichkeit? Oder sollen sich die Androiden ihre Freiheit mit Gewalt erkämpfen? Friedliche Proteste, Blockaden, das Versenden einer Botschaft durch einen gekaperten Sender, oder gewalttätige Aufstände, Morde und Drohungen, all das zeichnet den weiteren Weg. Connor und Hank treffen sich indes mit Kamski, der abgeschottet in seiner Villa, umgeben von weiblichen Androiden, lebt, um von diesem Informationen zu den Abweichlern zu erhalten, bekommen von diesem allerdings nur kryptische und philosophische Antworten.
Die Gruppe um Kara erreicht schließlich „Jericho“, auch Connor, der die Spur um Markus verfolgte. Im Gespräch mit Markus erlangt dieser sein Bewusstsein, wird selbst zum Abweichler, oder verweigert sich dessen. Kara stellt fest, dass auch Alice ein Android ist, ein Kindermodell, das Todd als Ersatz für seine echte Tochter kaufte. Anzeichen gab es zuvor, wie die Weigerung der Nahrungsaufnahme, doch wollte Kara es nicht erkennen. Dann erfolgt ein Angriff auf das Schiff durch das FBI und gepanzerte Polizeispezialeinheiten. Zahlreiche Androiden finden bei diesem Angriff den Tod, da die Menschen brutal vorgehen. Nur das Zünden einer Bombe im Innern des Schiffes zwingt die Menschen zum Rückzug und verschafft Robotern die Möglichkeit zur Flucht.
Sofern Karas Gruppe nicht den Tod fand, gelang ihnen die Flucht oder sie gerieten in Gefangenschaft, was sie in ein Vernichtungslager führt, wo alle Androiden zerstört werden sollen. Markus sammelt die überlebenden Androiden für eine finale Aktion. Weiterhin friedlicher Protest und das Beharren auf Rechten, oder Revolution und Gewalt. Connor kann entweder weiter versuchen, Markus zu zerstören, oder auf dessen Seite versuchen, in ein CyberLife-Werk einzudringen, um dort alle Androiden zu erwecken. Markus kann mit Androiden vor einem Vernichtungslager demonstrieren, oder kann sich entschließen, die Roboter gewaltsam zu befreien. Er kann das öffentliche Meinungsbild derart beeinflusst haben, dass die Menschen den Androiden und deren Freiheitsbewegung positiv gegenüber stehen. Oder er nutzt Gewalt, zündet eine „schmutzige Bombe“ in Detroit, was die Stadt für Menschen unbewohnbar macht.
Karas Gruppe kann im Vernichtungslager den Tod finden, sie kann alleine oder mit den anderen fliehen oder auf Rettung durch Markus und dessen Androiden hoffen. Sie können den Grenzübertritt nach Kanada per Busreise mit Grenzkontrolle oder durch einen Schmuggler über den Fluss wagen, was jeweils eigene Risiken birgt. Connor sieht sich in seinem Programm mit seiner Mentorin Amanda konfrontiert. Dabei wird versucht, erneut die Kontrolle über dessen Programm zu erlangen, um ein Attentat auf Markus auszuüben. Allerdings bietet sich Connor auch die Möglichkeit, dem endgültig zu widerstehen. Das Spiel bietet verschiedene Enden. Die Androiden können ihre (vorübergehende) Freiheit erlangt haben, entweder durch Opfer und friedlichen Protest, oder durch blanke Gewalt. Oder sie wurden allesamt vernichtet.
(Anmerkung: Das Spiel bietet zahlreiche Handlungspfade und Alternativen. Je nach getroffenen Entscheidungen sind manche Pfade offen oder versperrt, manche Entscheidungen werden erst viel später spürbar. Nicht jeder hier genannte Pfad ist in einem Spieldurchlauf zu erreichen. Jede Figur ist permanent vom Tod bedroht, der (mit Ausnahme von Connor) dauerhaft ist und die Figur aus dem Spiel nimmt. Connor nimmt eine Sonderrolle ein, da er nach jedem „Tod“ durch ein gleiches Modell mit identischem Speicher bzw. Gedächtnis erneuert wird.)

## Entwicklung und Hintergründe
Das Konzept des Spiels basiert auf Kara, einer Tech-Demo des Studios aus dem Jahr 2012, welche die damaligen Fähigkeiten der PlayStation 3 und die Möglichkeiten des Motion-Capturing-Verfahrens aufzeigte. In einem Interview erläuterte der CEO von Quantic Dream, David Cage, den Beginn des Entwicklungsprozesses: „In unserer Demo beginnt der weibliche Android Kara nach dem Zusammenbau in der Fabrik, ein Selbstbewusstsein und menschliche Emotionen zu entwickeln. Das Video wurde millionenfach aufgerufen und immer mehr Menschen wollten wissen, wie es mit Kara denn nun weitergeht. Das war dann für uns der Startschuss für Detroit: Become Human.“
Für die komplexe Geschichte, welche Themen wie Humanitarismus, Religion und Gewalt in den Fokus rückt, hat David Cage im Verlauf von zwei Jahren mehr als 2000 Seiten Skript verfasst. Da der Spieler den Verlauf der Handlung durch seine Entscheidungen maßgeblich beeinflusst, mussten dabei zahlreiche Möglichkeiten zur Fortführung der Story berücksichtigt werden. Nach der Fertigstellung des Skripts im Jahr 2016 wurden bei Castings in Los Angeles, London und Paris unter mehr als 300 Bewerbern die Darsteller für die Spielfiguren ausgewählt. Besetzt wurden die Rollen mit bekannten Schauspielern wie Lance Henriksen, Valorie Curry, Jesse Williams, Minka Kelly und Clancy Brown.
Am 24. April 2018 wurde im PlayStation Store eine Demo des Spiels veröffentlicht. In dieser Demo spielt der Spieler die Mission „Die Geisel“ und steuert die Figur Connor: In der Mission können insgesamt sechs verschiedene Enden erreicht werden. Tage vor der Veröffentlichung des Hauptspieles veröffentlichte Sony drei Trailer, die die Handlung des Spieles vertiefen sollen und inhaltlich vor dem Hauptspiel angesiedelt sind. Diese zeigen etwa ein Gespräch mit Elijah Kamski, dem Erfinder der Androiden und eine Führung durch das CyberLife-Werk, der Produktionsstätte der Roboter. Als freischaltbarer Bonus sind diese Videos auch auf der Spieldisk zu finden.
Begleitend zum Telespiel erschien ein Hörspiel für Amazon-Echo-Geräte. Es handelt sich dabei um ein interaktives Abenteuer, in dem die Geschichte des weiblichen Polizei-Androiden Rachel und ihres menschlichen Partners David erzählt wird. Der Hörer kann am Ende jeder Szene mit eigenen Entscheidungen den weiteren Verlauf der Handlung bestimmen.
Detroit wurde bewusst als Handlungsort gewählt. Die Stadt galt bis Mitte des 20. Jahrhunderts als Herz der amerikanischen Automobilindustrie, was ihr den Beinamen Motor City einbrachte. Danach setzte, im Zuge der Abwanderung der Industrie, ein jahrzehntelanger Verfall ein, der zu katastrophalen Zuständen in Bezug auf Arbeitslosigkeit und Kriminalität führte. Das Spiel zeigt ein Szenario, in dem die Stadt durch die Androidenindustrie eine neue Blüte erlebt.
Im Verlauf des in Kapitel unterteilten Spiels übernimmt der Spieler die Rolle der drei Androiden Markus, Kara und Connor, die sich auf unterschiedliche Art und Weise mit der Menschwerdung auseinandersetzen müssen. Dabei werden von dem Spieler vielfach weitreichende Entscheidungen verlangt, die den weiteren Handlungsverlauf maßgeblich beeinflussen. Vermeintlich falsche Entscheidungen können dabei auch zum Tod von einem oder sogar allen Protagonisten, sowie von Begleitern führen, allerdings ohne das Spiel dabei komplett zu beenden. Nach jedem beendeten Kapitel zeigt ein Ablaufdiagramm die getroffenen Entscheidungen, die sich auf das weitere Spiel auswirken und verweist dabei auch auf mögliche Alternativen. Die eigene Spielerfahrung kann dabei auch mit dem weltweiten Schnitt verglichen werden. Je nach eingeschlagenem Weg und gewählten Entscheidungen bietet das Spiel verschiedene Enden.
Im Hauptmenü steht dem Spieler der weibliche Android Chloe als Hostess und Assistentin zur Verfügung, womit die Vierte Wand durchbrochen wird. Diese, mit aufmerksamer, detaillierter Mimik, spricht mit dem Spieler, stellt Fragen, „beobachtet“ beim Spielen, kommentiert die Zimmereinrichtung und Spielerfahrungen, philosophiert oder zitiert, etwa Jean Giono. Je nach Verlauf des Hauptspieles kann der Spieler auch über ihr Schicksal entscheiden.
In Kapitel „Shades Of Color“ (in Markus’ Handlungsstrang) erscheint der australische Musiker Steve Wallis an einem Brunnen als Straßenmusikant stehend mit einer für das Spiel leicht angepassten Version seines Liedes „Melbourne Rain“ („Motown Rain“). Der Spieler kann das Lied vollständig anhören, was jedoch keinen Einfluss auf den weiteren Verlauf der Geschichte hat.
Die Entwicklungskosten lagen bei 30 Millionen Euro.

### Darsteller und Sprecher

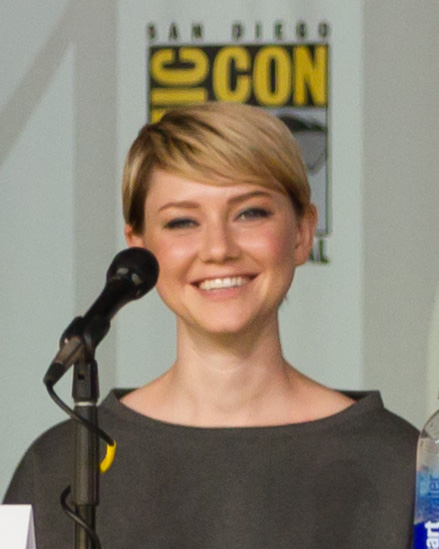
Valorie Curry verkörpert Kara

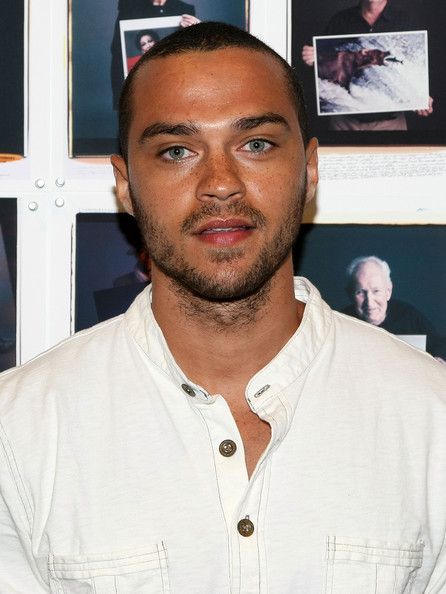
Jesse Williams verkörpert Markus

| Charakter                            | Darsteller/Englischer Sprecher | Deutscher Sprecher       |
| ------------------------------------ | ------------------------------ | ------------------------ |
| Kara                                 | Valorie Curry                  | Nicole Hannak            |
| Connor                               | Bryan Dechart                  | Nico Sablik              |
| Markus                               | Jesse Williams                 | Sascha Rotermund         |
| Hank Anderson                        | Clancy Brown                   | Torsten Münchow          |
| Luther                               | Evan Parke                     | Daniel Welbat            |
| Carl Manfred                         | Lance Henriksen                | Aart Veder               |
| Captain Allen                        | David Clark                    | Peter Dischkow           |
| Elijah Kamski                        | Neil Newbon                    | Sebastian Walch          |
| Gavin Reed                           | Neil Newbon                    |                          |
| Amanda                               | Simbi Khali                    |                          |
| Zlatko                               | Saul Jephcott                  | Wolff von Lindenau       |
| Alice                                | Audrey Boustani                |                          |
| North                                | Minka Kelly                    | Maria Koschny            |
| Daniel                               | Ben Lambert                    |                          |
| Simon                                | Ben Lambert                    | Marc Oliver Schulze      |
| Ralph                                | Matt Vladimery                 |                          |
| Traci                                | Amelia Rose Blaire             |                          |
| Todd                                 | Dominic Gould                  | Thomas Balou Martin      |
| Josh                                 | Parker Sawyers                 | Patrick Mölleken         |
| Richard Perkins                      | David Coburn                   |                          |
| Chloe                                | Gabrielle Hersh                |                          |
| Rose Chapman                         | Dana Gourrier                  | Claudia Urbschat-Mingues |
| Adam Chapman                         | Bruce Sherfield                | Lars Falinski            |
| Chris Miller                         | Edwin Gaffney                  | Erik Borner              |
| John                                 | Edwin Gaffney                  |                          |
| Ben Collins                          | Joe Sheridan                   | Stephan Schwartz         |
| Jeffrey Fowler                       | Barry Johnson                  | Peter Dischkow           |
| Präsidentin Warren                   | Christina Batman               |                          |
| Polizist                             | David Gasman                   |                          |
| Carlos Ortiz’ Android                | Cornelius Smith Jr.            | Heiko Grauel             |
| Nachrichtensprecher Michael Brinkley | Leslie Clack                   | Gilles Karolyi           |

## Veröffentlichung
Das Spiel wurde erstmals auf der Fachmesse E3 2015 in Los Angeles vorgestellt und erschien weltweit am 25. Mai 2018, herausgegeben von Sony Interactive Entertainment. Wie angekündigt, wurde parallel eine „Digital Deluxe Edition“ veröffentlicht, die zusätzlich ein digitales Artbook, digitale Soundtracks, Avatare, dynamische PS4-Menü-Designs und das Spiel Heavy Rain Remastered des Entwicklers beinhaltet.
Bis August 2018 wurden über 1,5 Millionen Exemplare verkauft, damit ist Detroit: Become Human das meistverkaufte Spiel von Quantic Dream. Bis 2023 stiegen die Verkaufszahlen auf über 8 Millionen Einheiten an und bis Ende 2023 auf 9 Millionen Einheiten.
Auf der Game Developers Conference 2019 gab Epic Games bekannt, dass Quantic Dream Detroit: Become Human zusammen mit Heavy Rain und Beyond: Two Souls noch im selben Jahr exklusiv im Epic Games Store auch für Windows veröffentlichen wird. Am 18. Juni 2020 erschien das Spiel dann schließlich auch auf der konkurrierenden Plattform Steam.

## Rezeption
Erste Stimmen der Fachpresse, die vor Veröffentlichung einige Episoden anspielen konnten, sprachen von einer emotionalen Geschichte, die auch vor heiklen Themen wie Kindesmissbrauch und häuslicher Gewalt nicht zurückschrecke. Besonders hervorgehoben wird das stark verzweigte Netzwerk aus Handlungsmöglichkeiten sowie die gelungene optische Umsetzung mittels Motion Capturing der Schauspieler.
Nach der Veröffentlichung wurde das Spiel sehr wohlwollend aufgenommen. Gelobt wurden insbesondere die starke Charakterzeichnung, das überzeugende Setting, die Atmosphäre, sowie die packende, emotionale Handlung, wenngleich dabei auch mitunter Klischees oder zu starke Reminiszenzen an bekannte Sci-Fi-Klassiker angemerkt wurden. Trotz der Entscheidungsfreiheit innerhalb der Geschichte, wurden, wie auch bei früheren Spielen von Quantic Dream, teils auch die mangelnde Interaktivität kritisiert. Darüber, ob und inwiefern interaktive Filme „richtige Computerspiele“ wären, diskutierten die Redakteure Jörg Luibl, Alice Wilczynski und Eike Cramer von 4Players in einem Vlog. Sie erachten diese Spiele fernab von Kompetitivität als moderne Adventures und Bereicherung. Richtige Filme böten eben keine Möglichkeit zur Entscheidung oder Beeinflussung. Kritik an derartigen Spielen stamme vor allem von Puristen und Traditionalisten.
Thomas Lindemann kritisierte in der FAZ, dass das Spiel mit Themen wie „Gentrifizierung, Selbstmord, technologischer Revolution, Rassismus, politischer Rebellion, dem perversen Reichtum der oberen Zehntausend“ quasi alle „heißen Zeitgeistthemen“ aufgreift. Er wundere sich, dass dementsprechend Feminismus kaum vorkäme. Dennoch lobt er, „Roboter machen uns in diesem Spiel vor, wie man endlich Mensch wird. Ein bisschen erschütternd ist das dann schon.“ Parallelen zu Werken wie Träumen Androiden von elektrischen Schafen? erscheinen ihm „offensichtlich“. In der M! Games lobt Autor Tobias Kujawa des Weiteren die „exzellente“ deutsche Sprachausgabe, sowie die Zukunftsvision, mit ihrer Mode, Technik und dem Stadtbild, die realistisch und „nicht zu abgehoben“ erscheint.

„Stimmungsvolles Science-Fiction-Drama mit Rassentrennungsthematik, insbesondere die Charaktere und Dialoge überzeugen. Wer sich von der ewigen «Ist das noch ein Spiel oder nur ein Film?»-Diskussion nicht abschrecken lässt, macht hier nichts falsch und erlebt eine packende Story, bei der ich gerne einen zweiten Durchgang starte.“

„Interessante ethische Themen, schwerwiegende Entscheidungen und eine spannende Inszenierung machen «Detroit: Become Human» zu einem mitreißenden interaktiven Drama! (…) Die Geschichte rund um eine mögliche Bewusstseinsentwicklung von Maschinen wirft eine ganze Reihe interessanter ethischer Fragen auf. Obwohl die Entwickler sie meist nicht direkt stellen, wird man in Extremsituationen immer wieder dazu gezwungen, sich mit ihnen auseinanderzusetzen. Und genau das macht «Detroit: Become Human» so interessant und spannend! Vor allem im letzten Drittel nimmt das Adventure noch einmal ordentlich Fahrt auf, so dass man richtig mit seinen liebgewonnenen synthetischen Schützlingen mitfiebert. Man muss ständig abwägen, wie weit man beim Kampf gegen die menschlichen Unterdrücker gehen möchte – was manchmal verdammt schwer fällt! Es gibt auch Dämpfer wie die mitunter haklige Steuerung in Geschicklichkeitstests, einige fade Suchaufgaben oder den allgemeinen Mangel an Rätselanspruch.“

„Ist das noch ein Spiel oder schon ein Film? Die eine Frage, die sich immer wieder bei Quantic Dream-Titeln stellt, kommt auch in «Detroit» auf. (…) Das Gameplay ist zwar ähnlich wie schon in Heavy Rain und Beyond: Two Souls recht anspruchslos, «Detroit» überzeugt aber mit der Vielzahl an kapitelübergreifenden Konsequenzen, die teils dramatischen Einfluss auf die Schicksale der drei Hauptfiguren nehmen. Stärker als in jedem anderen Spiel von Director David Cage habe ich das Gefühl, am langen Hebel zu sitzen und nicht nur stiller Beobachter zu sein, der ab und zu ein paar Quick Time-Events meistert. Das realistische Zukunftssetting und die Geschichte rund um Connor, Kara und Markus haben mich über die gesamte Spieldauer emotional abgeholt. Da drücke ich nochmal ein Auge zu bei den zahlreichen Klischees und der allzu aufgedrückt wirkenden Sozialkritik. Für mich ist «Detroit» das bisher beste Spiel von Quantic Dream. Wer eine unglaublich atmosphärische Dystopie aus drei packenden, stark beeinflussbaren Blickwinkel erleben will, ist hier an der richtigen Adresse.“

„«Detroit: Become Human» ist meiner Meinung nach das am konsequentesten erzählte und damit beste Spiel von Quantic Dream. Nur an ganz wenigen Stellen kommt ein wenig David-Cage-Kitsch durch, doch die tolle Atmosphäre und das fantastisch eingefangene Szenario, sowie die spannende Geschichte holten mich immer wieder ab. (…) Zudem begeistert mich, dass Quantic Dream so schonungslos vorgeht. Bei einigen von mir erlebten Szenen musste ich echt heftig schlucken und werde sie wohl nicht so schnell vergessen. Überhaupt gibt es erfreulich viele verschiedene Wege und Enden. Da kümmert es mich auch nicht, dass das Gameplay hakelig und ziemlich seicht ist.“

„Kochen, Putzen, Sex oder was auch immer Menschen befehlen: Die Androiden in Detroit haben die Plastikschnauze voll von ihrem Dasein als willenlose Maschinen. Das für die PS4 erhältliche Adventure von Quantic Dream erzählt spannend vom Aufstand – leider mit spielerisch beschränkten Mitteln.“